# Unni Lehn
Unni Lehn (Melhus, 1977. június 7. –) olimpiai aranyérmes norvég női válogatott labdarúgó.

## Pályafutása

### A válogatottban
2001-ben és 2005-ben részt vett az Európa-bajnokságon és az 1999-es, valamint a 2003-as világbajnokságon. 2007. július 14-én az Egyesült Államok ellen búcsúzott a válogatottól.

## Sikerei

### Klubcsapatokban
Norvég bajnok (6):
- Trondheims-Ørn (6): 1994, 1995, 1996, 1997, 2000, 2001

 Norvég kupagyőztes (7):
- Trondheims-Ørn (7): 1994, 1996, 1997, 1998, 1999, 2001, 2002

### A válogatottban
Norvégia
- Olimpiai aranyérmes (1): 2000
- Európa-bajnoki ezüstérmes (1): 2005
- Algarve-kupa aranyérmes (2): 1997, 1998
- Algarve-kupa ezüstérmes (3): 2000, 2002, 2004
- Algarve-kupa bronzérmes (1): 2003